# Sol Niger Within
Sol Niger Within är ett musikalbum av Fredrik Thordendal's Special Defects, ett sidoprojekt av Meshuggahgitarristen Fredrik Thordendal. Skivan gavs ut 1997 av Ultimate Audio Entertainment.
Musiken på albumet liknar till viss del Meshuggahs med komplex rytm, gitarrspår med distade 7-strängade gitarrer med mera. Dock är Sol Niger Within mycket mer experimentell med element från jazz och fusion.
1999 mixades albumet om och släpptes i en nyutgåva av Ultimate Audio Entertainment och Relapse Records under titeln Sol Niger Within version 3.33. På nyutgåvan hade låtarna "Painful Disruption", "Cosmic Vagina Dentata Organ" och "Magickal Theatre .33." tagits bort och blivit ersatta av "Ooo Baby Baby" (ifrån albumet Trends and Other Diseases med Mats/Morgan) och "Missing Time".
På skivan medverkar även Mats/Morgan, Jonas Knutsson och Tomas Haake.

## Låtlista
All musik är skriven av Fredrik Thordendal och all text av Petter Marklund.
"Antanca - The End (The Uncompounded Reality)"
1. 00:00 "The Beginning of the End of Extraction (Evolutional Slow Down)"
2. 01:36 "The Executive Furies of the Robot Lord of Death"
3. 03:04 "Descent to the Netherworld"
4. 03:34 "...Och Stjärnans Namn Var Malört"
5. 05:28 "Dante's Wild Inferno"
6. 06:27 "I, Galactus"
7. 07:56 "Skeletonization"
8. 08:11 "Sickness and Demoniacal Dreaming"
9. 09:17 "UFOria"
10. 09:56 "Z1-Reticuli"
11. 12:48 "Transmigration of Souls"
12. 14:16 "In Reality All Is Void"
13. 14:46 "Krapp's Last Tape"
14. 16:02 "Through Fear We Are Unconscious"
15. 17:01 "Death at Both Ends"
16. 18:00 "Bouncing In a Bottomless Pit"
17. 19:14 "The Sun Door"
18. 20:46 "Painful Disruption"
19. 21:15 "Vitamin K Experience (A Homage to the Scientist/John Lilly)"
20. 22:12 "Cosmic Vagina Dentata Organ"
21. 26:55 "Sensorium Dei"
22. 30:37 "Magickal Theatre .33."
23. 32:27 "Z2-Reticuli"
24. 35:19 "De Profundis"
25. 35:49 "Existence Out of Joint "
26. 37:03 "On a Crater's Verge"
27. 38:17 "Solarization"
28. 40:07 "The End of the Beginning of Contraction (Involutional Speed Up/Preparation for the Big Crunch)"
29. 40:23 "Tathagata"

## Medverkande
- Mats Öberg — kyrkorgel & synthesizer (2)
- Jonas Knutsson — saxofon (20, 23, 27, 28)
- Jerry Ericsson — bas (10, 23)
- Magnus Larsson — kyrkorgel (22)
- Victor Alneng — yidaki (14)
- Morgan Ågren — trummor
- Marcus Persson — skrik
- Tomas Haake — röst
- Jennie Thordendal — gallskrik
- Fredrik Thordendal — gitarr, sång, bas, synthesizer